# Сакс (Алабама)
Сакс (енгл. Saks) насељено је место без административног статуса у америчкој савезној држави Алабама.

## Демографија
По попису из 2010. године број становника је 10.744, што је 46 (0,4%) становника више него 2000. године.
| Група             | 2000.         | 2010.         |
| Белци             | 8.938 (83,5%) | 7.996 (74,4%) |
| Афроамериканци    | 1.375 (12,9%) | 2.084 (19,4%) |
| Азијати           | 75 (0,7%)     | 82 (0,8%)     |
| Хиспаноамериканци | 177 (1,7%)    | 370 (3,4%)    |
| Укупно            | 10.698        | 10.744        |